# Zrzutka (jeździectwo)

Zrzutka na przeszkodzie.

Zrzutka (strącenie przeszkody) – błąd zawodnika lub konia w czasie konkursu w skokach przez przeszkody. Błąd polega na strąceniu górnego elementu (przynajmniej jeden koniec drąga nie spoczywa w podtrzymującej łyżce) lub wywróceniu całości przeszkody na parkurze. Zrzutka jest karana 4 punktami karnymi, a w konkursach na szybkość: 4 sekundami karnymi (w rozgrywkach: 3 sekundami).
Za zrzutkę nie uważa się zrzucenia któregoś z pozostałych drągów lub innych elementów (poza górnymi), dotknięcia ani przesunięcia jakiejkolwiek części przeszkody lub chorągiewek.
Jeśli strącenie przeszkody nastąpi przy okazji odmowy skoku lub innego nieposłuszeństwa konia skutkującego punktami karnymi, kara za zrzutkę nie jest doliczana do wyniku: przeszkoda musi być odbudowana, nim jeździec zacznie kontynuować przejazd, a skok musi zostać ponowiony.